# بخش پچورسکی
بخش پچورسکی (به لاتین: Pechorsky District) یک منطقهٔ مسکونی در روسیه است که در استان پسکوف واقع شده‌است.